# Malazská kniha padlých
Malazská kniha padlých v originále Malazan Book of the Fallen je epická knižní série žánru fantasy Stevena Eriksona. První díl Gardens of the Moon vyšel v roce 1999, v češtině pak v roce 2002 pod názvem Měsíční zahrady. Kniha zaznamenala velký úspěch, a tak v roce 2011 vyšel desátý a poslední plánovaný díl.

## Charakteristika
Malazská kniha padlých dává žánru epické fantasy nový rozměr, který spočívá v nespočetném množství postav a míst, které se v příběhu vyskytují. Přitom žádná z postav není ústřední. Děj se odehrává na několika kontinentech, v různých časech. Příběhy jsou plné magie, bohů a dalších mocných bytostí. Běžní smrtelníci se většinou stávají pouze nástroji v rukou těchto sil. Ovšem nástroji s vlastní vůli a s vlastními plány uvnitř plánů těch, kterým slouží. Na rozdíl například od Pána prstenů nelze jednoznačně rozdělit postavy na dobré a zlé. Autor vše relativizuje a nabízí různé úhly pohledu. To, co jednou předkládá jako fakt, se podruhé může ukázat neplatné.

## Přehled dílů série

### Malazská kniha padlých
- Měsíční zahrady, 2002 (Gardens of the Moon, 1999)
- Dům mrtvých, 2003 (Deadhouse Gates, 2000)
- Vzpomínky ledu, 2004 (Memories of Ice, 2001)
- Dóm řetězů, 2005 (House of Chains, 2002)
- Půlnoční vlny, 2007 (Midnight Tides, 2004)
- Lovci kostí, 2008 (The Bonehunters, 2006)
- Vichr smrti, 2009 (Reaper's Gale, 2007)
- Daň pro ohaře, 2010 (Toll the Hounds, 2008)
- Prach snů, 2011 (Dust of Dreams, 2009)
- Chromý bůh, 2012 (Crippled God, 2011)

### Příběhy z Malazské říše
Knihy zasazené do světa Malazu od Ian Cameron Esslemonta.
- Noc nožů, 2009 (Night of Knives, 2004)
- Návrat Rudé gardy, 2013 (Return of the Crimson Guard, 2008)
- Meč z kamene, 2014 (Stonewielder, 2010)
- Jablko, žezlo, trůn, 2015 (Orb, Sceptre, Throne, 2012)
- Krev a kosti, 2016 (Blood and Bone, 2012)
- Assail, 2019 (Assail, 2014)

### Povídky
Povídky ze světa Malazu o dvou nekromancerech, Bauchelainovi a Korlbalu Špičákovi, od Steven Eriksona. První tři povídky (Potoky krve, Zdraví mrtví a Klidné vody Přejdesmíchu) v češtině také vyšly v jedné knize Potoky krve, 2013.
- Potoky krve, 2002, v časopise Pevnost 2006/06 (Blood Follows, 2002)
- Zdraví mrtví, 2006, ve sbírce Legie nesmrtelných (The Healthy Dead, 2004)
- Klidné vody Přejdesmíchu, 2013 (The Lees of Laughter's End, 2007)
- Crack’d Pot Trail, 2009
- The Wurms of Blearmouth, 2012
- The Fiends of Nightmaria 2016

### Charkanaská trilogie
Prequel o rase Tiste zasazený do vzdálené minulosti malazského světa od Steven Eriksona.
- Stvoření temnoty, 2015 (Forge of Darkness, 2012)
- Pád světla, 2017 (Fall of Light, 2014)
- Walk in Shadow, pozastaveno

### The Witness Trilogy
Sequelová trilogie k hlavní sérii od Steven Eriksona.
- The God is Not Willing, plánováno na 10.11.2021[1]

### Path to Ascendancy
Prequel série o Tanečníkovi a Kellanvedovi a jejich nástupu k moci od Ian Cameron Esslemonta.
- Dancer's Lament, 2016
- Deadhouse Landing, 2017
- Kellanved's Reach, 2019

## Počet stran
| Název           | Rok vydání | Počet stran |
| --------------- | ---------- | ----------- |
| Měsíční zahrady | 2002       | 576         |
| Dům mrtvých     | 2003       | 720         |
| Vzpomínky ledu  | 2004       | 944         |
| Dóm řetězů      | 2005       | 784         |
| Půlnoční vlny   | 2007       | 736         |
| Lovci kostí     | 2008       | 880         |
| Vichr Smrti     | 2009       | 912         |
| Daň pro ohaře   | 2010       | 904         |
| Prach snů       | 2011       | 912         |
| Chromý bůh      | 2012       | 944         |
| Celkem          |            | 8132        |

| Název              | Rok vydání | Počet stran |
| ------------------ | ---------- | ----------- |
| Noc nožů           | 2009       | 232         |
| Návrat rudé gardy  | 2013       | 714         |
| Meč z kamene       | 2014       | 608         |
| Jablko, žezlo trůn | 2015       | 590         |
| Krev a kosti       | 2016       | 575         |
| Assail             | 2019       | 544         |
| Celkem             |            | 3263        |

| Název            | Rok vydání | Počet stran |
| ---------------- | ---------- | ----------- |
| Pád světla       | 2015       | 848         |
| Stvoření temnoty | 2017       | 669         |
| Celkem           |            | 1517        |

## Doporučené pořadí četby
Autoři Erikson a Esslemont doporučují číst knihy v pořadí, v jakém byly chronologicky vydány:
1. Měsíční zahrady
2. Dům mrtvých
3. Vzpomínky ledu
4. Dóm řetězů
5. Půlnoční vlny
6. Noc nožů
7. Lovci kostí
8. Potoky krve
9. Vichr smrti
10. Návrat rudé gardy
11. Daň pro ohaře
12. Prach snů
13. Meč z kamene
14. Chromý bůh
15. Jablko, žezlo, trůn
16. Krev a kosti
17. Assail
18. Stvoření temnoty
19. Pád světla
20. Dancer’s Lament (zatím nevydáno v českém jazyce)
21. The Tales of Bauchelain and Korbal Broach, Volume 2 (zatím nevydáno v českém jazyce)
22. Deadhouse Landing (zatím nevydáno v českém jazyce)
23. Kellanved's Reach (zatím nevydáno v českém jazyce)

## Postavy
V příběhu se vyskytují stovky postav, toto je výčet jen několika málo významných.

### Malažané
- Císařovna Laseen - Mrzena
- Dujek Jednoruký
- Ganoes Stabro Paran
- Heborik Lehkoruký
- Apsalar - Neapsalar
- Tavore Paran
- Felisín Paran
- Toc Mladší
- Besana
- Iskaral Pust - velekněz stínu

#### Paliči mostů
- Whiskeyjack
- Ben Adaefeon Delat alias Rychlej Ben
- Kalam Méchar
- Šumař - sapér

### Tiste Edur
- Rhulad Sengar
- Trull Sengar
- Strach Sengar
- Hannan Mosag

### Tiste Andii
- Anomander Dlouhý vlas
- Korlat

### T'lan Imass
- Tolar
- Kilava

### Bohové
- Stínupán
- Kotilion
- Mistr Kápě
- Chromý Bůh
- Ohnice - Spící bohyně
- K'rul - Starší bůh
- Draconus - Starší bůh
- Mael - Starší bůh

### Ostatní
- Karsa Orlong
- Icarium
- Tehol Beddikt
- Kvítko Berka & Řezník
- Rallik Nom
- Torvald Nom
- Kruppe
- Mappo Poříz
- Barúk
- Leoman s Cepy
- Ša'ik
- Šerana